# Schizoprymnus erzurumus
Schizoprymnus erzurumus is een insect dat behoort tot de orde vliesvleugeligen (Hymenoptera) en de familie van de schildwespen (Braconidae). De wetenschappelijke naam van de soort werd voor het eerst geldig gepubliceerd door Belokobylskij, Guclu & Ozbek in 2004.